# Ján Počiatek

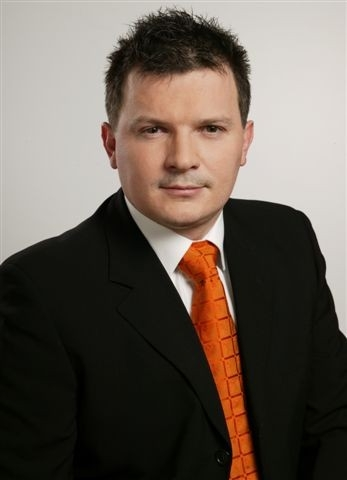
Ján Počiatek

Ján Počiatek (* 16. September 1970 in Bratislava) ist ein slowakischer Politiker und Mitglied der sozialdemokratischen SMER.

## Leben
Počiatek war von Juli 2006 bis Juli 2010 Finanzminister in der ersten Amtszeit von Ministerpräsident Robert Fico. Der zweiten Fico-Regierung, die von April 2012 bis März 2016 amtierte, gehörte er als Minister für Verkehr, Bau und regionale Entwicklung an.